# Telipogon pamplonensis
Telipogon pamplonensis är en orkidéart som beskrevs av Heinrich Gustav Reichenbach. Telipogon pamplonensis ingår i släktet Telipogon och familjen orkidéer. Inga underarter finns listade i Catalogue of Life.